# Himad Abdelli
Himad Abdelli (* 17. November 1999 in Montivilliers) ist ein französisch-algerischer Fußballspieler, der aktuell beim SCO Angers in der Ligue 1 spielt.

## Karriere
begann seine fußballerische Ausbildung bereits im Alter von vier Jahren 2004 beim AC Le Havre. Hier kam er in der Saison 2016/17 neben der Jugend auch schon zu seinen ersten Einsatzminuten für das damals noch viertklassige Zweitteam. In der Folgesaison 2017/18 war er dort bereits gesetzt und schoss schon seine ersten Tore im Amateurbereich. Zu seinem Profidebüt kam er schließlich Anfang November 2018, als er bei einer knappen Niederlage gegen Chamois Niort in der zweiten Halbzeit eingewechselt wurde. In jener Spielzeit 2018/19 machte er im Profibereich auf sich aufmerksam und bekam 16 Einsätze in Frankreichs zweiter Liga. Zudem unterschrieb er im Januar 2019 in dieser Spielzeit seinen ersten Profivertrag beim Team aus Le Havre. 2019/20 spielte er aufgrund der verkürzten Saisondauer nur in 13 von 28 möglichen Spielen. Am elften Spieltag der darauf folgenden Saison schoss er, als Stürmer spielend bei der 1:2-Niederlage gegen SM Caen sein erstes Profitor überhaupt. Insgesamt traf er in der Saison 2020/21 zweimal in 25 Ligapartien, wobei er auf dem Flügel, im Sturm und im Mittelfeld zum Einsatz kam. In der Spielzeit 2021/22 kehrte er wieder vollständig auf seine Stammposition im Mittelfeld zurück, spielte aber nur 22 Mal in der Ligue 2.
Nach 18 Jahren bei Le Havre wechselte Abdelli im Sommer 2022 ablösefrei in die Ligue 1 zum SCO Angers. In der höchsten französischen Spielklasse spielte er am fünften Spieltag bei der 2:4-Niederlage gegen Stade Reims das erste Mal, nachdem er spät eingewechselt wurde.

## Familie
Abdelli ist als geborener Franzose algerischer Abstammung durch seinen Vater und seine Mutter kommt ursprünglich aus Martinique. Abdellis Ziel ist es, einmal für die algerische Nationalmannschaft zu spielen. Sein Vorbild ist seit seiner Jugend Zinédine Zidane.